# Schwichtenberg (Borrentin)

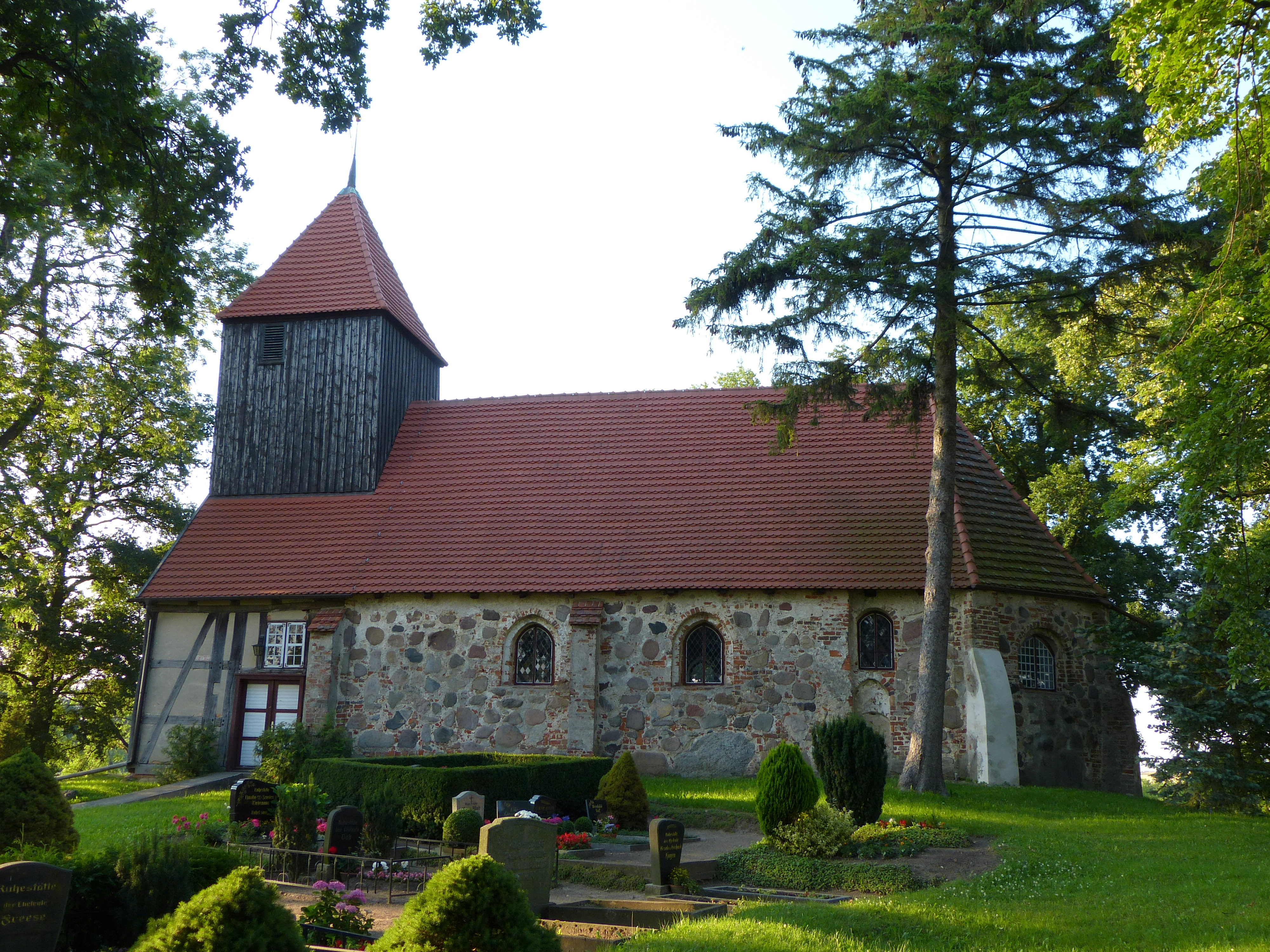
Kirche

Schwichtenberg ist ein Ortsteil der Gemeinde Borrentin im Amt Demmin-Land im Landkreis Mecklenburgische Seenplatte in Mecklenburg-Vorpommern.

## Geschichte
Im 19. und frühen 20. Jahrhundert bildete Schwichtenberg einen eigenen Gutsbezirk im Kreis Demmin in der preußischen Provinz Pommern. Im Jahre 1910 zählte der Gutsbezirk Schwichtenberg 121 Einwohner. Spätestens seit 1930 gehört Schwichtenberg zur Gemeinde Borrentin.

## Sehenswürdigkeiten
- Feldsteinkirche, 16. Jahrhundert
- ehemaliges Gutshaus, 19. Jahrhundert
- ehemaliges Pfarrhaus (Pastorat), Fachwerkbau[3]